# Závojenka vlhká
Závojenka vlhká (Entoloma bloxamii), jinak také závojenka Bloxamova, je vzácný druh houby z čeledi závojenkovité (Entolomataceae). V Červeném seznamu hub České republiky je druh uveden jako kriticky ohrožený.

## Znaky
Masitý, klenutý klobouk je 3-9 cm široký, středový hrbolek je nízký, okraje se v průběhu stárnutí plodnice otáčí nahoru. Pokožka je hladká, lysá, ve stáří vrostle vláknitá, barevně přechází, v závislosti na stáří, od modré přes modrou s nádechem fialové, šedé, až po hnědou s nádechem fialové či šedé.
Lupeny jsou bílé, nažloutlé, růžové až nahnědlé, na klobouku jsou hustě uspořádané, u třeně jsou volné, ostří je zoubkované. Výtrusný prach je růžový až červený.
Třeň je 4-7cm dlouhý, vláknitý, válcovitý, barvy totožné s kloboukem, báze bývá lehce zúžená.
Dužnina je pevná, bílá, vůně i chuť je slabá, moučná.

## Užití
Nejedlý druh.

## Ekologie
Od srpna do listopadu roste tato houba vzácně na obhospodařovaných, nízkých travnatých porostech (louky, přirozené trávníky) se zásaditou zeminou. Vyživuje se saprotrofně.

## Rozšíření
Výskyt druhu byl popsán v oblastech Kanady, západní, severní a střední Evropy. V ČR byl druh pozorován v oblasti Bílých Karpat.

## Galerie

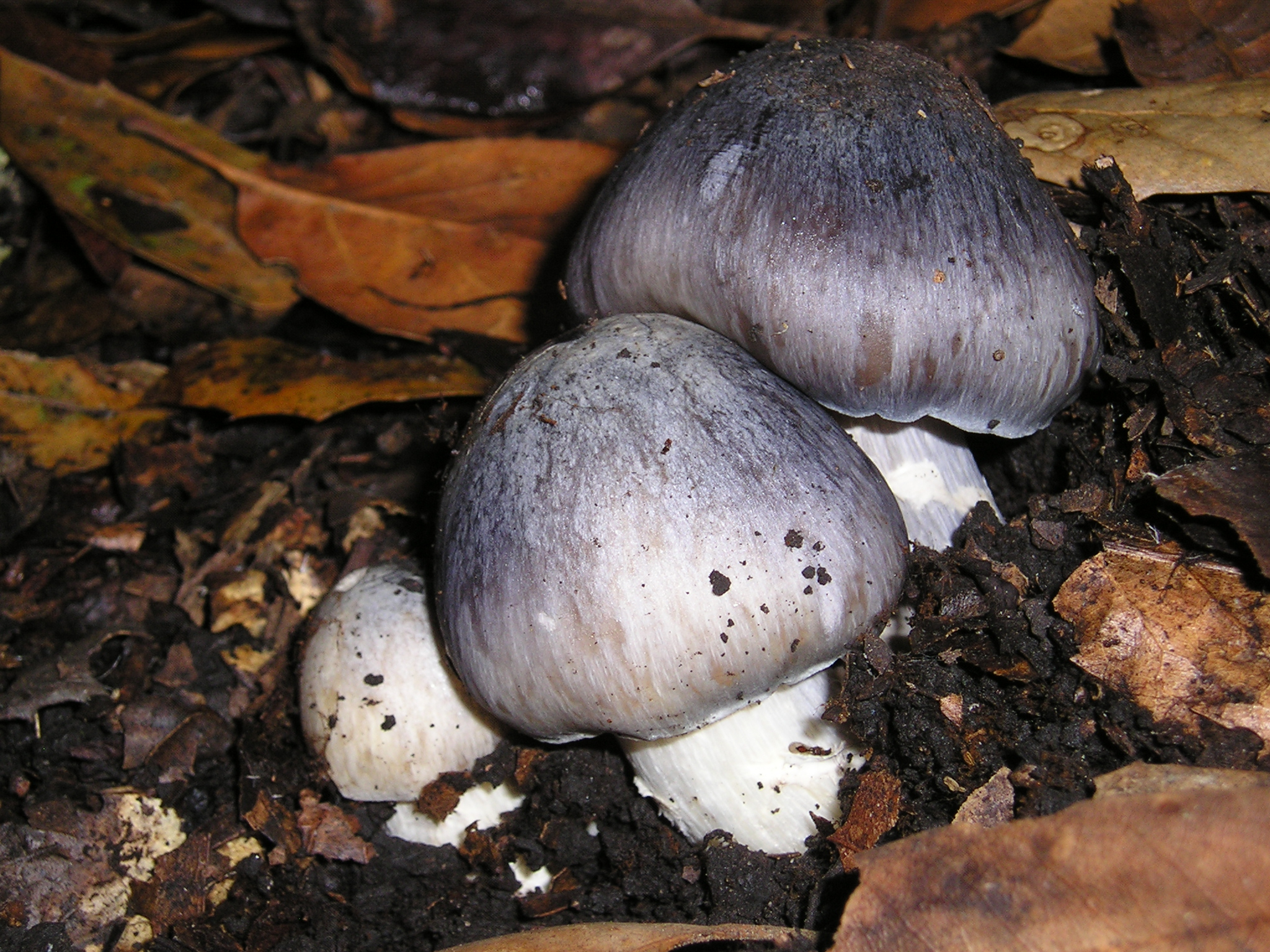
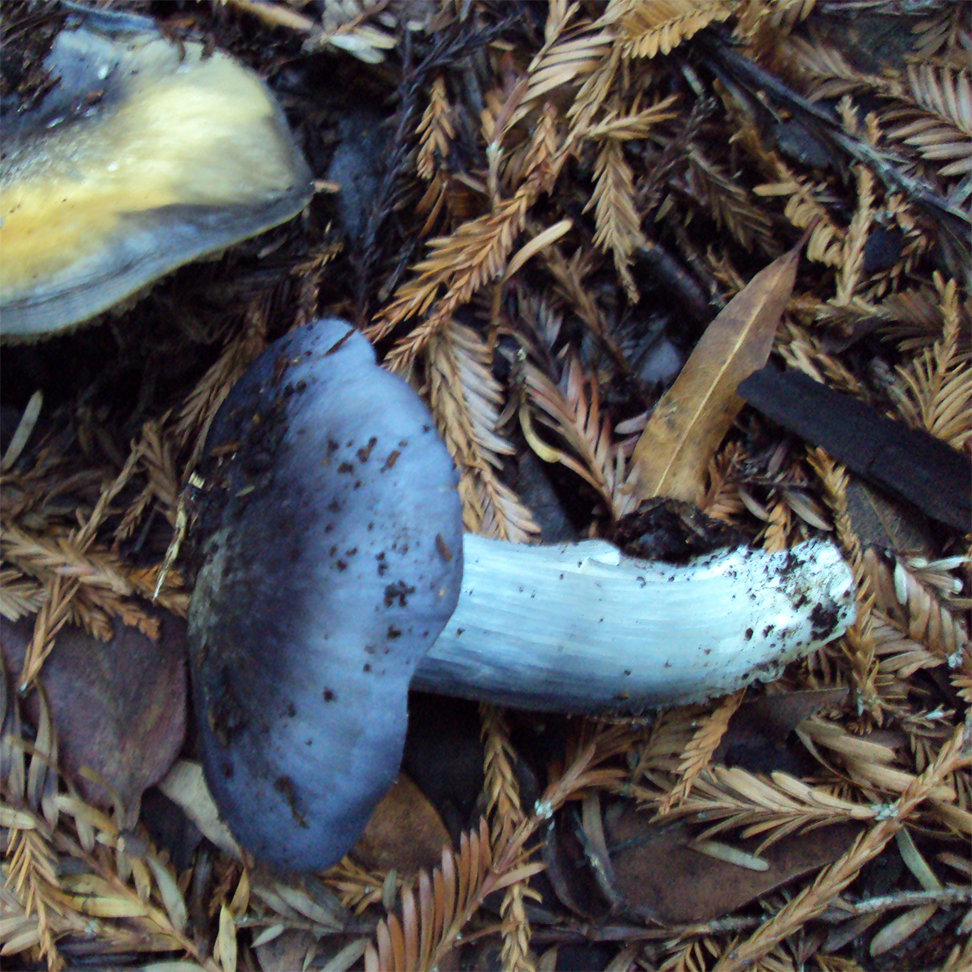
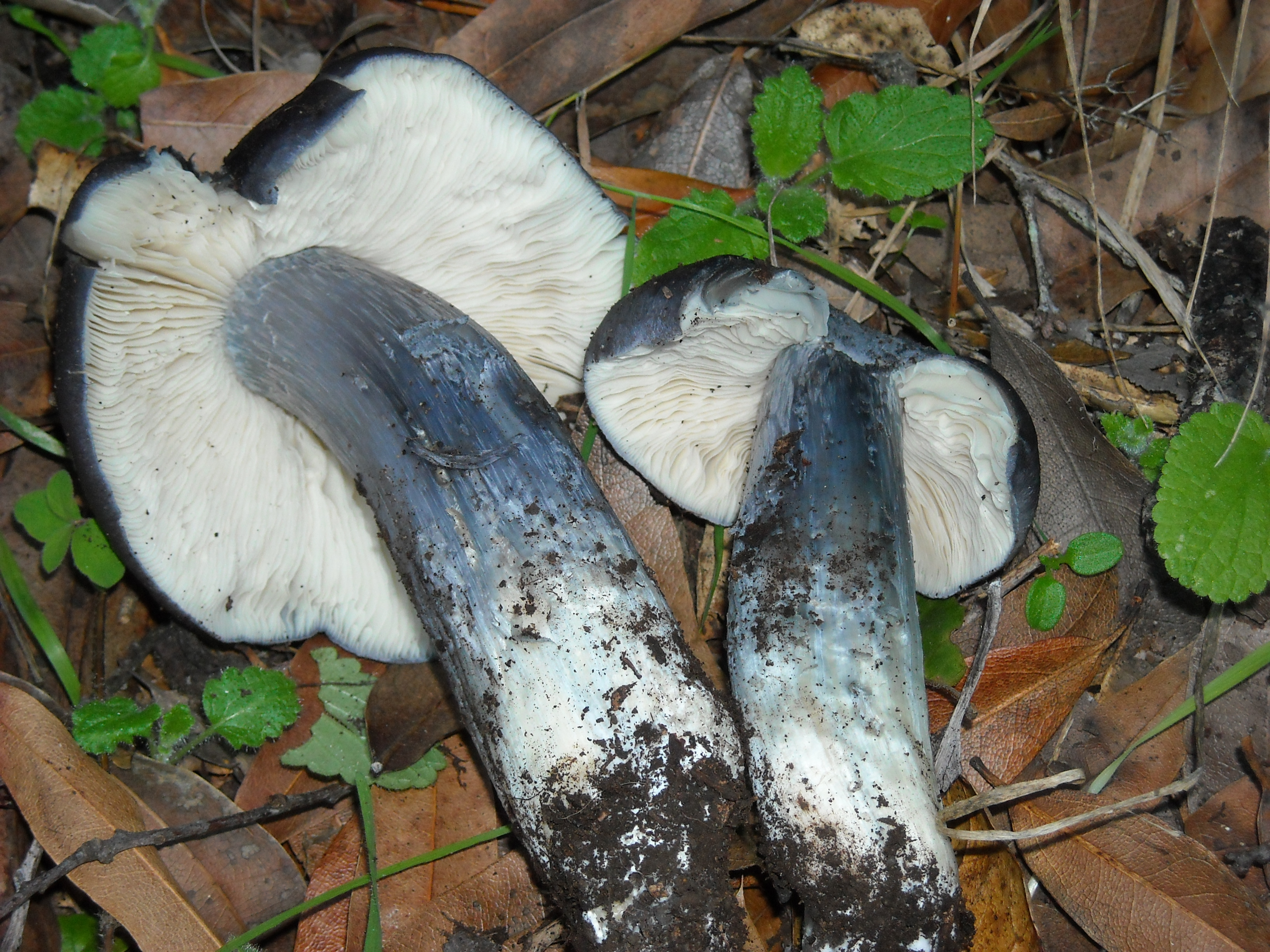
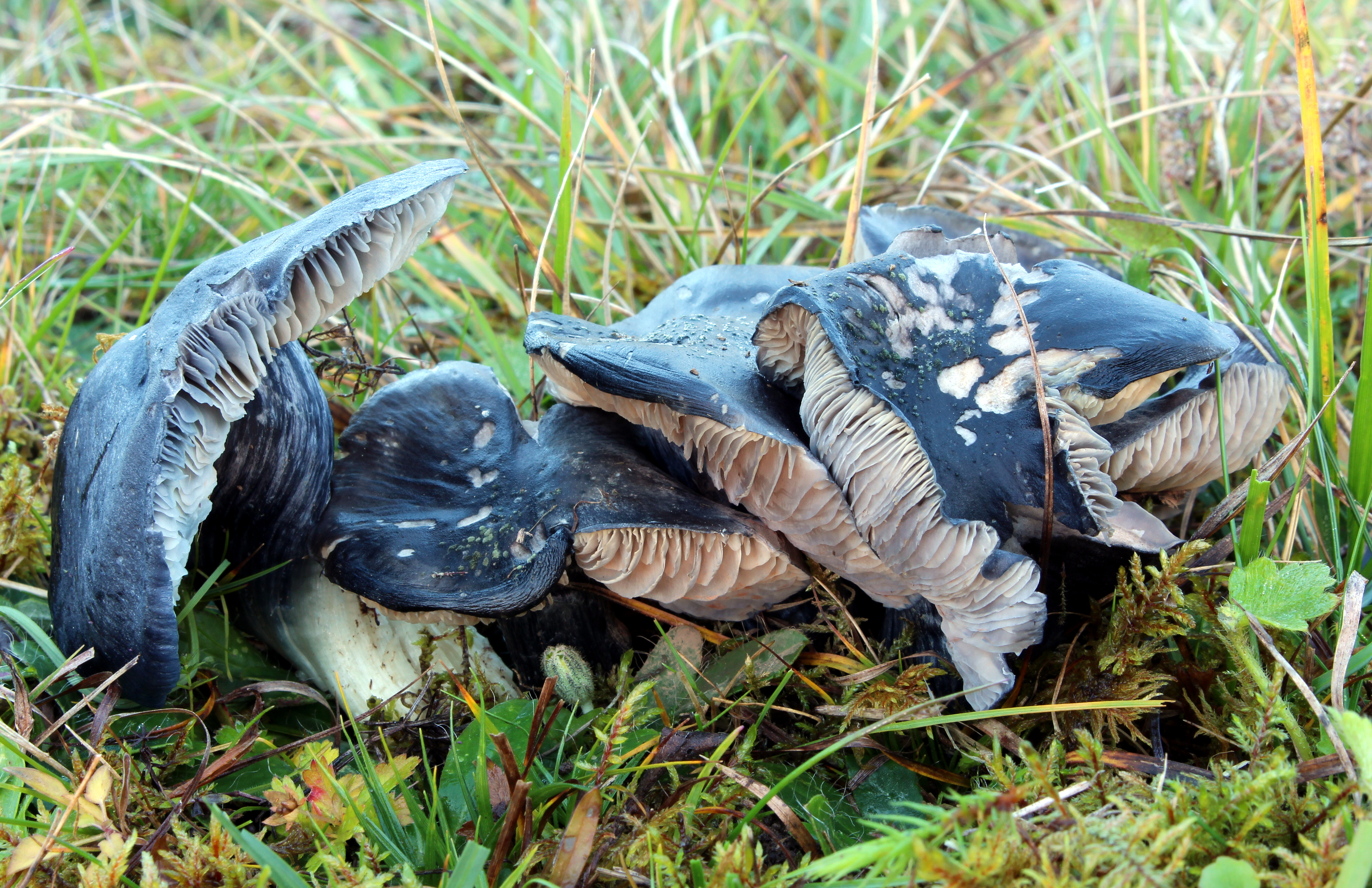
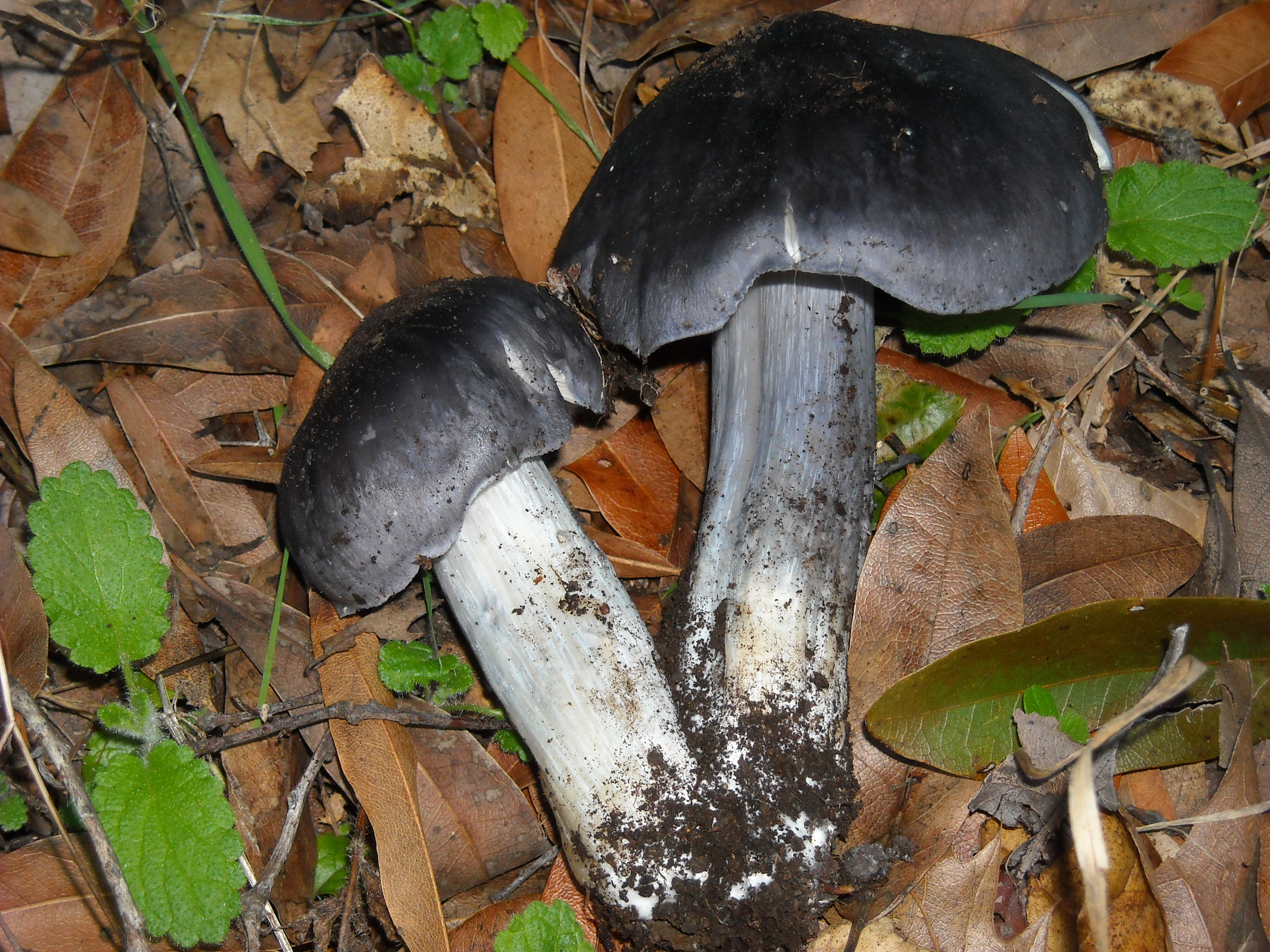

## Možnost záměny
- Závojenka lesklá (Entoloma nitidum) - liší se růstem pod jehličnany.[3]